# Волан-де-Морт
Лорд Во́лан-де-Мо́рт (англ. Lord Voldemort; имя при рождении — Том Ма́рволо Реддл, англ. Tom Marvolo Riddle) — персонаж серии романов о Гарри Поттере, главный антагонист саги. Потомок Салазара Слизерина, одного из четырёх основателей «Хогвартса». Великий и могущественный тёмный волшебник, обладающий огромнейшей магической силой и практически достигший бессмертия при помощи крестражей.
Лорд Волан-де-Морт упоминается во всех книгах серии, а в фильмах его играют Ричард Бреммер (в первом фильме), Иэн Харт (лицо на затылке профессора Квиррелла, срисовано с Ричарда Бреммера, также Иэн Харт исполнил роль самого Квирелла), Кристиан Коулсон (16-летний Том Реддл во втором фильме), Рэйф Файнс (восставший Волан-де-Морт, основное обличье с конца четвёртого фильма до конца киносаги), Хиро Файнс-Тиффин (11-летний Том в воспоминаниях Дамблдора в шестом фильме) и Фрэнк Диллэйн (16-летний Том в воспоминании Слизнорта в шестом фильме).

## Имя
Оригинальное имя Voldemort имеет французское происхождение: приблизительное значение французского словосочетания «vol de mort» — «полёт смерти». В 2015 году Роулинг написала в своём Твиттере, что правильно имя произносится без «Т» в конце.
Поскольку имя «Волан-де-Морт» он составил из букв своего настоящего имени, оно является анаграммой имени «Том Марволо Реддл» (при перестановке букв получается «Лорд Волан-де-Морт», что в оригинале выглядит как «Tom Marvolo Riddle ⇒ I am Lord Voldemort»). В русском переводе от издательства «Росмэн» «Марволо» было заменено на «Нарволо», чтобы сохранить правильность анаграммы «Том Нарволо Реддл ⇒ лорд Волан-де-Морт», однако такой вариант фамилии использовался только в части «Тайная Комната», в остальных книгах, начиная с «Принца-полукровки», использовался вариант «Марволо».
Волан-де-Морта в мире волшебников боятся до такой степени, что даже имя его, как правило, не произносят. Большинство героев называют его «Сам-Знаешь-Кто» или «Тот-Кого-Нельзя-Называть», реже «Тот-Чьё-Имя-Нельзя-Называть», а Пожиратели Смерти называют его «Тёмный Лорд» (как и Сивилла Трелони, пророчествуя, и многие другие). Гарри Поттер почти никогда не боялся произносить его имя, со временем, с некоторой опаской, его примеру следуют Гермиона Грейнджер и Рон Уизли. Некоторые члены Ордена Феникса, например, Альбус Дамблдор, Кингсли Бруствер, Сириус Блэк и Римус Люпин всегда без каких-либо колебаний называли полное имя Волан-де-Морта. В седьмой части Министерство Магии, попавшее под контроль Волан-де-Морта, накладывает на его имя заклятие, которое отслеживает местоположение говорящего, благодаря чему Гарри Поттер с друзьями по неосторожности временно попадают в плен к Малфоям.

## Биография

### Ранние годы
Мать Волан-де-Морта, колдунья Меропа Мракс, родилась и выросла в британском захолустье в семье чистокровных волшебников — потомков одного из основателей Хогвартса Салазара Слизерина; отец, Том Реддл-старший, был маглом из богатой семьи. Внешне чрезвычайно некрасивая и третируемая своими отцом и братом, Меропа была безответно влюблена в Тома, и решилась на отчаянный шаг — тайно опоить его любовным зельем. Дамблдор предполагает, что отец Волан-де-Морта ушёл от матери во время её беременности, когда та решилась больше не поить его зельем, чтобы проверить, согласится ли он по своей воле остаться с ней и выходить их сына. В отчаянии Меропа не предприняла ничего, чтобы выжить, и умерла сразу после рождения сына. Она только успела дать ребёнку имя, назвав его в честь его отца Томом, и в честь своего отца — Марволо. Том Реддл-старший не знал о сыне, который воспитывался в магловском приюте.
Мать Волан-де-Морта хотела, чтобы сын был похож на отца — красивого снаружи, но уродливого внутри. Её желание исполнилось, и Том рос копией своего отца не только внешне, но и внутренне.
Начальница приюта рассказывала, что когда Том был маленьким, то никогда не плакал, а когда стал чуть старше, стал проявлять жестокость к другим детям. Когда у него начали проявляться магические способности, он, более или менее научившись их контролировать, использовал их против сверстников. Также он обнаружил, что может разговаривать со змеями. Себя Том не считал сумасшедшим или странным, а думал, что он особенный.

### Учёба в Хогвартсе
11-летний Том в разговоре с посетившим его в приюте Дамблдором узнал, что он волшебник, и поступил в Хогвартс на факультет Слизерин. Там он выяснил, что является наследником Слизерина. Реддл хорошо учился в Хогвартсе, будучи весьма способным учеником. Все учителя, кроме Дамблдора, любили его.
На пятом курсе Том, назначенный старостой факультета, нашёл вход в Тайную комнату и узнал, как её открыть. Он выпустил из комнаты гигантского змея — василиска, и организовал серию нападений на маглорождённых волшебников. Когда василиск всё же убил ученицу, Хогвартс хотели закрыть из-за невыясненности причин нападений, но Том не мог этого допустить, так как школа стала его вторым домом. Реддл свалил вину на гриффиндорца Рубеуса Хагрида, тайно ухаживавшего за своим питомцем — огромным ядовитым пауком-акромантулом по имени Арагог. В результате ложного обвинения Хагрида отстранили от учёбы, однако Дамблдор разрешил юноше остаться в школе в качестве лесничего Запретного леса, зная о его любви к волшебным созданиям. Том Реддл же получил награду за «особые заслуги перед школой».
На каникулах Том приехал в особняк своего отца и убил его вместе с родителями, подстроив всё таким образом, чтобы в Министерстве Магии решили, что преступление совершил дядя Тома, Морфин Мракс. Морфин был арестован и отправлен в тюрьму Азкабан, где позже и умер.
На шестом курсе Том расспросил декана своего факультета Горация Слизнорта о крестражах, позволяющих спрятать часть души в отдельный от тела предмет и таким образом защитить её. Том интересовался, что будет, если разделить душу на семь частей. Осенью 1943 года Том создал свой первый крестраж, которым стал его дневник. Реддл понимал, что не сможет снова открыть Тайную комнату, пока учится в школе, а потому создал дневник-крестраж как инструкцию по открытию Тайной комнаты.
Том перешёл на седьмой курс, последний год обучения в школе, став лучшим учеником Хогвартса. Ему пророчили большое будущее и хороший карьерный рост. Однако Том увлекался тёмными искусствами. Едва узнав, что его отец-тёзка был маглом, Том возненавидел своё «нечистое» имя и стал требовать называть себя Волан-де-Мортом, что и делали самые близкие его друзья, а точнее, обожатели, — он никогда не считал никого равным себе. Годы учёбы Тома Реддла были отмечены рядом жестоких выходок по отношению к некоторым студентам, но Том с первыми его последователями всегда были в стороне. Только Дамблдор подозревал, что происходит на самом деле. В конце года Том сдал ЖАБА и ушёл из Хогвартса.

### Становление Тёмного Лорда, Первая магическая война и исчезновение
После окончания школы Том подал заявку на место преподавателя защиты от тёмных искусств, но директор Хогвартса отказал ему, так как он был слишком молод. После неудачи он устроился приказчиком в магазине Горбин и Бэрк, специализирующемся на скупке и продаже сомнительных магических артефактов. Он обольстил и убил богатую волшебницу Хепзибу Смит и забрал у неё реликвии основателей Хогвартса — чашу Пенелопы Пуффендуй и медальон Салазара Слизерина, которые позже превратил в свои крестражи. За несколько лет до этого Том выведал у призрака дочери создательницы Хогвартса Кандиды Когтевран местонахождение диадемы, и эта реликвия тоже стала крестражем после убийства албанского крестьянина. Он много где побывал, изучая тёмные искусства и погружаясь в их тонкости. За эти годы волшебник подвергся такому количеству различных магических трансформаций, что его стало невозможно узнать. Красивый, талантливый молодой человек с тёмными волосами и чёрными глазами превратился в ужасного лысого гуманоида с череповидным лицом и скелетоподобным телом, и стал самым злым магом столетия, известным как Лорд Волан-де-Морт. Почти никто не знал его настоящего имени.
После того как в 1956 году Дамблдор стал директором школы, Волан-де-Морт снова попросил о должности преподавателя, но Дамблдор отклонил его повторный запрос, понимая, чем именно тот будет заниматься на новом месте. Тогда Тёмный Лорд проклял должность преподавателя защиты от тёмных искусств, заколдовав её таким образом, что ни один преподаватель не задерживался на ней больше года; это продолжалось несколько десятилетий. Проклятие пало лишь после смерти Волан-де-Морта.
В начале-середине 1960-х годов Волан-де-Морт начал собирать своих сторонников, которые поддержали бы его идеи чистой крови. Самые близкие его приспешники организовали преступную группу, известную как «Пожиратели Смерти». Многих магов, которые не хотели добровольно вступать в ряды сторонников Тёмного Лорда, под гипнотизирующим заклятием «Империус» заставляли совершать чудовищные преступления. В 1970 году началась Первая магическая война, во время которой в целях противостояния Тёмному Лорду была учреждена организация мракоборцев — Орден Феникса. Тем временем Волан-де-Морт привлёк на свою сторону великанов; также Тёмного Лорда поддержала большая часть оборотней и других существ с сомнительной репутацией. Он воспользовался неприязнью волшебного мира к великанам, оборотням и прочим, пообещав, что устранит дискриминацию, как только станет во главе.
В 1980 году провидица Сивилла Трелони сделала предсказание о некоем мальчике, который способен убить Волан-де-Морта, когда вырастет. Тёмный Лорд узнал пророчество не полностью, принял его за призыв к действию и решил уничтожить противника заблаговременно. Из единственных двоих детей, которые подходили под параметры, — Невилла Долгопупса и Гарри Поттера — Волан-де-Морт выбрал последнего. 31 октября 1981 года Волан-де-Морт прибыл в деревню Годрикова Впадина, где попытался убить Гарри Поттера, однако мать Гарри — Лили — закрыла сына своим телом. Безоружная, она крикнула, что готова пожертвовать своей жизнью ради жизни сына. Но Волан-де-Морт убил Лили, лишь устраняя препятствие. Своей смертью Лили создала несокрушимый барьер для своего сына, и когда Волан-де-Морт применил Убивающее заклятие к Гарри, оно отразилось от малыша и попало в самого Тёмного Лорда, из-за чего он потерял всю свою силу, исчезнув. Так Гарри стал единственным, кому удалось испытать на себе Убивающее заклятие и выжить после этого. На память о событиях в Годриковой Впадине ему остался только шрам в виде молнии. Сам Гарри Поттер стал очередным крестражем Тома Реддла-младшего, о чём Реддл не подозревал.

### Путь к возрождению
Благодаря существующим крестражам Волан-де-Морт не погиб, а лишь развоплотился, сохранив возможность вернуться в этот мир, если сможет вновь обрести тело. Десять лет он скитался по лесам Албании и ещё неизвестно где, прятался, пока не встретил молодого и наивного профессора Квиррелла, в которого вселился. Он хотел заполучить созданный алхимиком Николасом Фламелем и спрятанный в банке под защитой гоблинов философский камень. Но его попытки обернулись крахом благодаря Гарри Поттеру: став учеником Хогвартса, тот неожиданно уничтожил профессора в ходе схватки благодаря всё ещё действующему заклятию Лили Поттер: прикосновение к Гарри разрушило тело Квирелла.
В следующем году Волан-де-Морт попытался вернуться с помощью дневника-крестража. Под управлением дневника одиннадцатилетняя девочка Джинни Уизли — сестра друга Гарри Поттера Рона, которой дневник подкинул Пожиратель Смерти Люциус Малфой — соратник Тёмного Лорда, открыла Тайную комнату и стала напускать василиска на маглорождённых волшебников в школе. Однако крестраж был уничтожен проникнувшим в Тайную Комнату Гарри Поттером с помощью клыка василиска.
В 1994 году Волан-де-Морт встречается со своим бывшим соратником анимагом Питером Петтигрю по прозвищу Хвост, который помог своему хозяину обрести тело безобразного младенца при помощи темной магии. Волан-де-Морт продумывает план по убийству Гарри Поттера. Тёмный Лорд делает ещё один крестраж в виде огромной ядовитой змеи Нагайны и узнаёт о том, что его верный соратник Барти Крауч-младший, который находился в заключении в Азкабане, тайно освобождён своим отцом, главой магического суда Барти Краучем-старшим, и проживает с ним. При помощи Хвоста он накладывает заклятие «Империус» на Барти Крауча-старшего и освобождает его сына. Последний пленяет члена Ордена Феникса мракоборца «Грозного Глаза» Грюма и под его видом преподаёт в Хогвартсе, а заодно и подстраивает избрание Гарри Поттера на смертельно опасный Турнир Трёх Волшебников, который в тот год проходил в Хогвартсе. Несмотря на опасность этого мероприятия и строжайший запрет на участие для несовершеннолетних волшебников, согласно закону, избранные Кубком Огня обязаны участвовать. 24 июня 1995 года, на завершающем этапе этого магического соревнования, Гарри вместе с другим участником Турнира, Седриком Диггори, посредством Кубка трёх волшебников оказывается на кладбище Литтл-Хэнглтона, и Хвост берёт его в плен, а Седрика убивает на месте. На кладбище происходит обряд возрождения Волан-де-Морта, в ходе которого Тёмный Лорд наконец возвращает себе полноценную форму. Так как для возрождения Тёмного Лорда была использована кровь Гарри, заклятие его матери больше не защищает его, прикосновения к нему больше не опасны для Волан-де-Морта. Тот дарует свободу Поттеру и проводит показную дуэль, а после пытается убить Гарри, но эта попытка завершается неудачей: волшебные палочки Гарри и Волан-де-Морта останавливают друг друга, и Гарри вместе с телом Седрика сбегает с помощью Кубка Турнира Трёх Волшебников.

### Захват власти
Министерство Магии и большинство волшебников не поверили Гарри Поттеру и Дамблдору, утверждавшим, что Волан-де-Морт тайно возродился. Их считали сумасшедшими; более того, Министерство начало информационную кампанию против Дамблдора и Гарри. Тем временем Волан-де-Морт заинтересовался пророчеством Трелони, посвящённом его убийству, а точнее, той его частью, которой не знал. Однако похитить шар с пророчеством из Отдела Тайн Министерства Магии, а заодно и уничтожить Гарри Поттера, Волан-де-Морту не удалось: Дамблдор, Поттер и их сторонники оказали сопротивление Тёмному Лорду и его Пожирателям Смерти, в результате чего на глазах сотрудников Министерства Волан-де-Морт сбежал.
После этого Министерство уже не может закрывать глаза на то, что Волан-де-Морт возродился, а Тёмный Лорд начинает стремительно готовить приход к власти. Наиболее громкими в этот период стали убийства Амелии Боунс (главы Департамента исполнения магического законодательства) и Эммелины Вэнс, отвечавшей за безопасность премьер-министра маглов, а также бывшего Пожирателя Смерти, отказавшегося вернуться к Волан-де-Морту, и главы школы чародейства Дурмстранг Игоря Каркарова. Одновременно начались таинственные исчезновения. Самым известным стало похищение оборотнем Фенриром Сивым Гаррика Олливандера — мастера-изготовителя волшебных палочек. Дементоры покинули Азкабан и начали нагонять страх на всю страну. Пожиратели Смерти начали массовые убийства маглов. Министерству Магии становилось всё сложнее скрывать от магловского общества правду.
Волан-де-Морт пытался убить Дамблдора, тайно занимавшегося расследованием изготовления крестражей. После нескольких неудачных попыток убить этого волшебника с помощью своих сторонников ему, наконец, удалось сделать это — правда, по собственной воле Дамблдора; из-за прикосновения к очередному крестражу Дамблдор получил страшное проклятие, от которого медленно умирал, и Северус Снегг в итоге нанёс Дамблдору удар милосердия. Следующим шагом Волан-де-Морта была подготовка к убийству Гарри Поттера и захвату Министерства магии. Однако убийство Гарри провалилось; 26 июля 1997 года Поттер был переправлен в ходе операции «Семь Поттеров» в безопасное место. Во время этой операции Тёмный Лорд пытался убить Гарри с помощью волшебной палочки Малфоя-старшего, но неудачно. 1 августа 1997 года стало известно, что Министерство пало. Ключевые посты в Министерстве и в Хогвартсе заняли Пожиратели Смерти, а также волшебники, находившиеся под их контролем.
Увлечённый идеей о непобедимой Бузинной Палочке — одном из Даров Смерти, про который Олливандер под пытками был вынужден рассказать, — следующие полгода Волан-де-Морт тратит на её поиски. Полагая, что причина связи его палочки и палочки Гарри — в родстве сердцевин (перья одного феникса), он ищет ей замену в са́мой «смертоносной и непобедимой волшебной палочке, за которой на страницах истории тянется кровавый след». В ходе поисков он находит мастера волшебных палочек Грегоровича и лишает его жизни, предварительно узнав, что сам Грегорович когда-то владел Бузинной палочкой, но потом её украл могущественный тёмный колдун Геллерт Гриндевальд. Последний в 1945 году был побеждён Дамблдором, забравшим Бузинную палочку себе, и заточён на долгие годы в тюрьме Нурменгард, которую сам когда-то построил для своих противников. Там в конце марта 1998 года Геллерта и нашёл Тёмный Лорд. Однако бывший друг Альбуса ничего не выдал Волан-де-Морту и погиб от смертельного проклятия. Но Тёмный Лорд, догадавшись, что владельцем палочки был Дамблдор, вскрыл его могилу и присвоил себе палочку.

### Смерть
2 мая 1998 года между армией Волан-де-Морта и защитниками Хогвартса началась финальная битва. Волан-де-Морт требовал от защитников отдать ему Гарри Поттера. Тем временем Гарри Поттер, уничтоживший почти все крестражи Волан-де-Морта и сам являясь невольно созданным крестражем, соглашается на свою смерть ради последующей победы над Тёмным Лордом, потомком Салазара Слизерина. Волан-де-Морт применяет против Поттера убивающее проклятие, однако тот не умирает, так как он добровольно пожертвовал своей жизнью с целью уничтожения кусочка души Тёмного Лорда — в нём умирает лишь крестраж. Волан-де-Морт, не знающий о том, что Поттер притворяется мёртвым, с торжеством вступает с армией своих сторонников в Хогвартс, приказав пленённому во время битвы Хагриду нести тело Поттера. Там, во дворе школы, он сообщает её защитникам о смерти Гарри и предлагает им капитулировать. Однако защитники Хогвартса отказываются, и битва возобновляется. Змею Нагайну убивает Невилл Долгопупс мечом Гриффиндора, а переставший притворяться мёртвым Гарри вступает в итоговый поединок с Тёмным Лордом, рассказывая ему всю правду. Волан-де-Морт пытается убить Поттера, используя заклятие «Авада Кедавра», однако бузинная палочка отказывается убивать его — ведь Гарри Поттер в ходе недавних событий стал её хозяином. Заклинание Волан-де-Морта отражается в него самого. В фильме он погибает, распавшись на мелкие частицы, когда Гарри ловит бузинную палочку.
По словам Роулинг, после смерти Волан-де-Морт продолжит своё существование в форме чахлого младенца, таким, каким увидел Гарри осколок его души на вокзале Кингс-Кросс, после битвы в Запретном лесу. Несмотря на свой главный страх — смерть, — он не сможет стать призраком, поскольку его душа необратимо повреждена.

## Внешний вид и личные качества
Во время обучения в Хогвартсе Том Реддл-младший был очень похож на своего отца. Он описан как очень привлекательный молодой человек с впалыми щеками, аристократической осанкой, тёмными глазами и чёрными волосами. Значительные изменения во внешности, как считают маги, произошли по причине создания крестражей Волан-де-Мортом. По описаниям, у Волан-де-Морта очень бледная кожа, белое, как мел, и похожее на череп лицо, ноздри, как у змеи, красные глаза со змеиными зрачками, тонкое скелетоподобное тело и длинные тонкие руки с неестественно длинными пальцами.
Волан-де-Морт ненавидит маглов и нечистокровных волшебников, презирает «спаривание» маглов с волшебниками. В то же время сам Волан-де-Морт — нечистокровный волшебник. Однако, в отличие от некоторых псевдо-чистокровных волшебников, Тёмный Лорд не скрывает своё происхождение. Он открыто рассказывает Гарри Поттеру и Пожирателям Смерти о своём отце-магле, в честь которого он получил имя, и о матери-колдунье, которая умерла и оставила его в сиротском приюте. В 16-17 лет Том Реддл убил своего отца-магла и его родителей за то, что он бросил Меропу, свалив вину на своего дядю Морфина. Примерно тогда же Том изменил своё имя, перейдя по анаграмме от имени «Том Марволо Реддл» к «Лорд Волан-де-Морт».
По утверждению Дамблдора, выросшему в приюте Волан-де-Морту не от кого было научиться любить, поэтому на любовь он не способен. Единственное живое существо, к которому он когда-либо был привязан — это его змея Нагайна.
Автор серии книг о Гарри Поттере, Джоан Кэтлин Роулинг, предположила, что главный страх Волан-де-Морта — «унизительная смерть», а его боггартом будет его безжизненное тело (боггарт — магическое существо, принимающее ту или иную форму в зависимости от того, чего больше всего боится человек, находящийся рядом). В зеркале Еиналеж («Гарри Поттер и философский камень») он бы увидел себя всемогущим и бессмертным. Дамблдор предполагал, что Волан-де-Морт тайно боится трупов и темноты; впрочем, по его словам, «в таких случаях мы боимся лишь неизвестности». Как выяснилось во время сражения в Министерстве Магии, Волан-де-Морт не может понять, что бывают вещи хуже смерти.

## Образы в фильмах

Кристиан Коулсон в роли Тома Марволо Риддла

На протяжении всего цикла фильмов о Гарри Поттере антагониста Волан-де-Морта играют пять разных актёров. Впервые в кино появляется только лицо Тёмного Лорда в первой части «Гарри Поттер и Философский камень». Тогда Волан-де-Морт решает явиться юному Гарри в виде искажённого человеческого лица на затылке профессора Квиррелла, которого играет Иэн Харт. Мало кто знает, что лицо создано не полностью с помощью компьютерной графики, за мимикой стоит актёр Ричард Бреммер. Бреммер также появляется в сцене, где Тёмный Лорд убивает родителей Гарри Поттера в Годриковой впадине и в эпизоде в Запретном лесу, где неопознанное существо в чёрной мантии с глубоким капюшоном пьёт кровь убитого единорога, но лица в этих сценах зрители не видят, поэтому мало кто вспомнит этого актёра во Вселенной Гарри Поттера.
Второе появление происходит в следующей части «Гарри Поттер и Тайная комната». В роли 16-летнего Тома Марволо Реддла — молодой актёр Кристиан Коулсон. В этом возрасте Тёмного Лорда сыграет и ещё один актёр — Фрэнк Диллэйн, но уже в шестом фильме — «Гарри Поттер и Принц-полукровка». К моменту съёмок шестой части Кристиану Коулсону было уже 29 лет, что помешало ему вернуться к роли подростка. Изначально эту роль должен был взять на себя Томас Джеймс Лонгли, но в результате пересмотра в последнюю минуту вместо него был выбран Фрэнк Диллэйн. Диллэйн появляется в воспоминаниях профессора Слизнорта.
Самый известный Волан-де-Морт — Рэйф Файнс. Он впервые появляется в «Гарри Поттере и Кубке огня». В начале фильма слышен только скрипучий слабый голос персонажа, который можно услышать ранее в первом фильме. Однако к кульминации фильма он впервые появляется в своей физической форме, которую играет Рэйф Файнс. Режиссёрам удалось очень точно передать описанный в книге образ Тёмного Лорда, однако, были исключены зловещие подробности: его зрачки не кошачьи, а глаза голубые, потому что продюсер Дэвид Хейман чувствовал, что его зло не будет видно за гримом и не наполнит аудиторию страхом. После превращения в человека, Волан-де-Морт открывает глаза, которые придают ему временный змееподобный вид, но вскоре они возвращаются к нормальному виду. Как и в книге, у Волан-де-Морта в кино есть ноздри, похожие на змеиные, а нос практически отсутствует. Нос Рэйфа Файнса не был замазан гримом на съёмочной площадке, но был удален цифровым способом при постобработке. В этом первом появлении у Волан-де-Морта также раздвоенный язык, но этот элемент был удалён в последующих фильмах.
11-летнего Тома Реддла из воспоминаний Дамблдора в шестой части франшизы сыграл родной племянник Рэйфа Файнса — Хиро Файнс-Тиффин. В недавних интервью Хиро признался, что точно попал бы в Слизерин.

## Упоминания в других материалах
В вышедшей в 2016 году пьесе «Гарри Поттер и проклятое дитя» события заставляют вспомнить о побеждённом в прошлом Волан-де-Морте. Выясняется, что ближайшая последовательница Тёмного Лорда — Беллатриса Лестрейндж родила дочь Волан-де-Морта — Дельфи, в поместье Малфоев перед битвой за Хогвартс. Дочь злодеев на протяжении пьесы пытается возродить своего отца с помощью манипуляций над сыном Гарри и Джинни Поттеров — Альбусом и его другом, сыном Драко и Астории Малфой — Скорпиусом, с помощью Маховика Времени.
В результате сюжетных перипетий Скорпиус создаёт временную шкалу, где Волан-де-Морт жив, он убил Гарри Поттера в битве и теперь правит волшебным миром. Тёмный Лорд появляется в знакомой зрителям сцене из прошлого — ночь убийства родителей Поттера. Дельфи возвращается в этот день, надеясь предотвратить пророчество, которое привело к падению её отца. Но Золотое трио вместе с Драко Малфоем рушат планы девушки. Трагедия всё-таки происходит и время возвращается вспять — это станет последним упоминанием Тёмного Лорда, а его дочь отправится в Азкабан.
В 2024 году новый вид слепого и худощавого муравья из Австралии был назван Leptanilla voldemort в честь Волан-де-Морта.

## Крестражи
Во избежание смерти Лорд Волан-де-Морт разделил свою душу на 8 частей, создав тем самым 7 крестражей: дневник Тома Реддла, кольцо Марволо Мракса, медальон Слизерина, чашу Пенелопы Пуффендуй, диадему Кандиды Когтевран, Гарри Поттера и змею Нагайну. Чтобы создать данный волшебный артефакт, волшебник должен убить человека. После, при помощи тёмного заклинания, волшебник может поместить часть своей души в нужном предмете, который будет хранить её до момента уничтожения. Крестраж сильно защищён своим хозяином, именно поэтому их способны уничтожить лишь несколько магических предметов (яд василиска, адский огонь и т. д.). Ещё одна сложность заключается в том, что никому, кроме создателя, не известно, где спрятан крестраж.

### Создание и уничтожение
- Дневник Тома Реддла был создан на пятом курсе. Это произошло после того, как в школе погибла Миртл Уоррен, более известная как Плакса Миртл, которая посмотрела на василиска. Уничтожен крестраж Гарри Поттером в июне 1993 года с помощью клыка василиска.
- Кольцо Марволо Мракса было создано после убийства Томом родного отца, бабушки и дедушки. Сам же волшебник обвинил в содеянном дядю с материнской стороны. Уничтожено в июле 1996 года Альбусом Дамблдором с помощью меча Гриффиндора.
- При создании крестража в медальоне Слизерина был убит бродяга-магл. Уничтожен же предмет был Роном Уизли в январе 1998 года с помощью меча Гриффиндора.
- Чаша Пенелопы Пуффендуй была украдена у Хепзибы Смит, которая очень симпатизировала Тому Реддлу. Сама женщина была убита. Уничтожен крестраж был во время Битвы за Хогвартс Гермионой Грейнджер, которая использовала зуб Василиска.
- Никаких точных фактов о создании крестража в диадеме Кандиды Когтевран нет. Известно лишь то, что уничтожена диадема была Гарри Поттером с помощью клыка василиска (книга и фильм) и окончательно адским огнём, вызванным Гойлом (фильм) во время Битвы за Хогвартс.
- Гарри Поттер стал крестражем случайно. Это случилось во время убийства его родителей. Сам же мальчик отразил смертельное заклинание, после чего на его лбу появился шрам в виде молнии. Крестраж уничтожен Тёмным Лордом во время Битвы за Хогвартс, при этом сам Поттер был воскрешён.
- Создание крестража в Нагайне случилось после убийства Берты Джоркинс. Змея была убита Невиллом Долгопупсом при помощи меча Гриффиндора во время Битвы за Хогвартс.

## Комментарии
1. ↑  Оригинальное имя: Лорд Волдеморт
2. ↑  Оригинальное имя: Том Марволо Риддл